# L'Absie
L'Absie és un municipi francès situat al departament de Deux-Sèvres i a la regió de la Nova Aquitània. El 2021 tenia 1.073 habitants.